# Märjamaa
Märjamaa es un municipio estonio perteneciente al condado de Rapla. A 1 de enero de 2016 tiene 6515 habitantes en una superficie de 871,62 km². La capital es la localidad de Märjamaa (2821 habitantes en 2011). El resto de la población se reparte en las siguientes pequeñas localidades rurales: 
- Alaküla 10
- Altküla 19
- Araste 18
- Aravere 3
- Aruküla 7
- Avaste 6
- Haimre 64
- Hiietse 6
- Inda 6
- Jaaniveski 18
- Jädivere 29
- Jõeääre 14
- Käbiküla 43
- Kaguvere 7
- Kangru 20
- Käriselja 16
- Kasti 179
- Kausi 28
- Keskküla 4
- Kesu 11
- Kiilaspere 10
- Kilgi 6
- Kirna 28
- Kivi-Vigala 218
- Kohatu 31
- Kohtru 5
- Kojastu23
- Koluta 0
- Konnapere 9
- Konuvere 48
- Kõrtsuotsa 15
- Kõrvetaguse 30
- Kunsu 13
- Kurevere 38
- Läti 37
- Laukna 180
- Leevre 18
- Leibre 36
- Lestima 16
- Lokuta 13
- Loodna 51
- Luiste 38
- Lümandu 26
- Maidla 95
- Mäliste 3
- Manni 18
- Männiku 13
- Metsaääre 17
- Metsküla 19
- Mõisamaa 122
- Moka 71
- Mõraste 32
- Nääri 9
- Naistevalla 22
- Napanurga 7
- Naravere 80
- Nõmmeotsa 35
- Nurme 30
- Nurtu-Nõlva 22
- Oese 24
- Ohukotsu 45
- Ojaäärse 24
- Ojapere 11
- Orgita 494
- Päädeva 22
- Paaduotsa 7
- Päärdu 69
- Paeküla 50
- Paisumaa 9
- Pajaka 56
- Palase 17
- Paljasmaa 14
- Pallika 18
- Põlli 55
- Pühatu 29
- Purga 24
- Rääski 22
- Rangu 101
- Rassiotsa 9
- Riidaku 28
- Ringuta 21
- Risu-Suurküla 4
- Russalu 32
- Sääla 46
- Sipa 293
- Sõmeru 11
- Sooniste 28
- Soosalu 11
- Sõtke 93
- Sulu 21
- Suurküla 11
- Teenuse 94
- Tiduvere 36
- Tolli 75
- Tõnumaa 40
- Ülejõe 3
- Urevere14
- Vaguja 15
- Vaimõisa 91
- Valgu 240
- Valgu-Vanamõisa 44
- Vana-Nurtu 42
- Vana-Vigala 288
- Vängla 34
- Varbola 249
- Velise 21
- Velisemõisa 30
- Velise-Nõlva 10
- Veski 20
- Vigala-Vanamõisa 39
- Vilta 8
- Võeva 9[2]

El término municipal ocupa la mayor parte de la mitad occidental del condado.